# 진한 (중국)

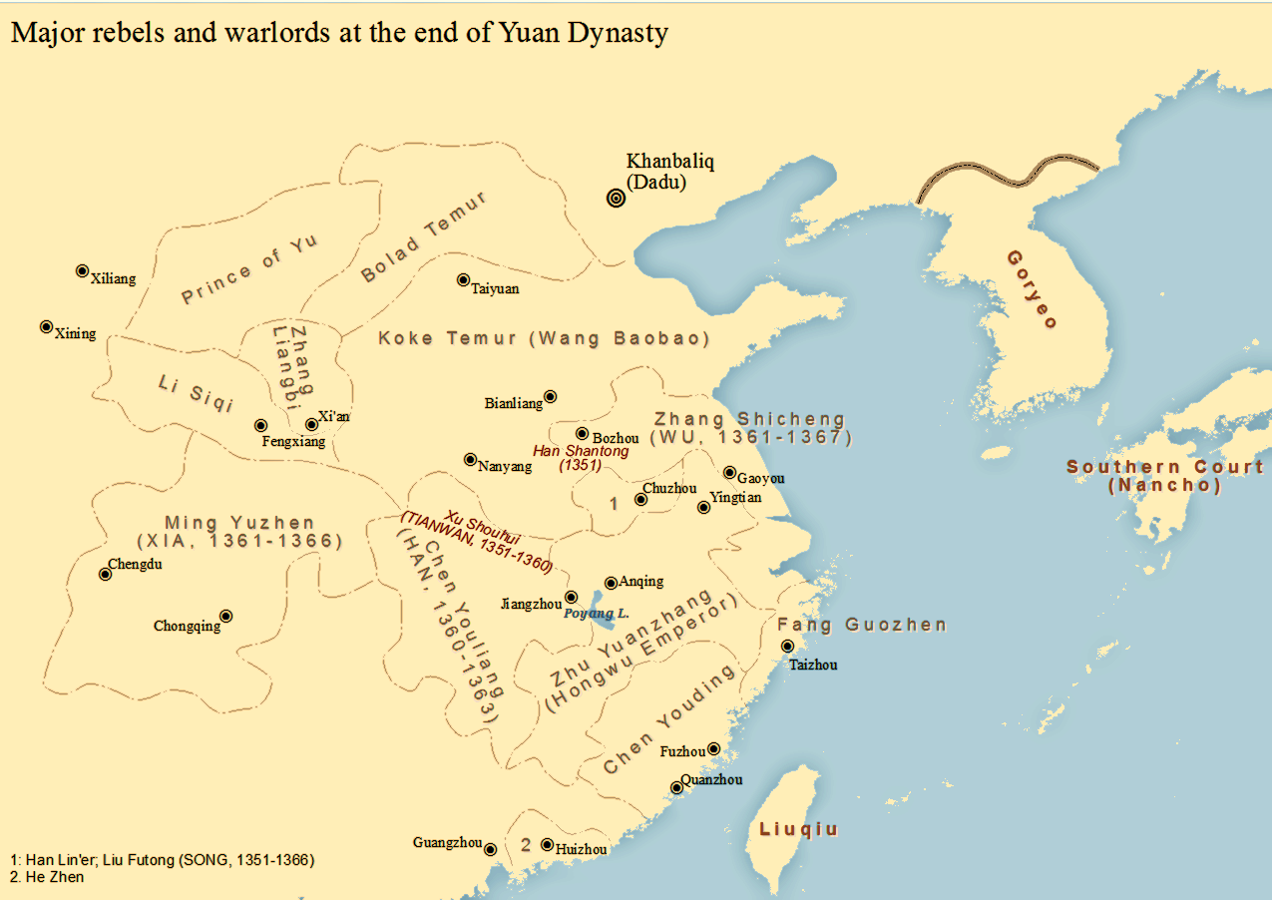

대한국(大漢國, 1360년 ~ 1364년)은 원말명초(元末明初) 시기의 홍건적 세력인 진우량(陳友諒)이 세운 국가이다. 주원장에 의하여 멸망할 때까지 지속되었다.
진한(陳漢)가 망한 이후에 마지막 황제인 진리(陳理)와 항복한 진우량 일족을 죽이지 않고 살려두었으며, 훗날 명옥진 일족과 함께 고려로 귀순시켰으며, 귀순한 진리는 양산 진씨(梁山 陳氏)의 중시조가 되었다.

## 역대 군주
| 대수  | 시호 | 성명           | 연호       | 재위기간        |
| ----- | ---- | -------------- | ---------- | --------------- |
| 제1대 | -    | 진우량(陳友諒) | 대의(大義) | 1360년 ~ 1363년 |
| 제2대 | -    | 진리(陳理)     | 덕수(德壽) | 1363년 ~ 1364년 |